# SC 1957 Bad Königshofen
SC 1957 Bad Königshofen – niemiecki klub szachowy z siedzibą w Bad Königshofen im Grabfeld, czterokrotny mistrz kraju kobiet.

## Historia
Klub został utworzony w 1957 roku. W 2008 roku awansował do Frauenbundesligi. W sezonie 2008/2009 klub zajął trzecie miejsce w lidze, za OSG Baden-Baden i USV TU Dresden. W 2010 roku zespół awansował do męskiej 2. Bundesligi, jednak w sezonie 2010/2011 nie uczestniczył w rozgrywkach drugiego poziomu rozgrywkowego. W 2012 roku zespół zdobył wicemistrzostwo kraju kobiet, a w następnym sezonie – trzecie miejsce. W sezonie 2013/2014 SC 1957 Bad Königshofen zdobył tytuł mistrzowski. W 2014 roku klub zadebiutował w Pucharze Europy kobiet. Niemiecki zespół wygrał wówczas z Hapoelem Riszon le-Cijjon, Herzliya Chess Club i Ładją Kazań, zremisował z SzSM Moskwa oraz przegrał z Noną Batumi, CE Monte-Carlo, Jugrą Chanty-Mansyjsk i w klasyfikacji końcowej zajął piąte miejsce. W latach 2015, 2017 i 2018 klub kończył ligowe rozgrywki na trzeciej pozycji. W sezonach 2018/2019 oraz 2019/2021 zespół wygrał Frauenbundesligę. W 2023 roku klub był trzeci w lidze. W sezonie 2024/2025 SC 1957 Bad Königshofen wygrał krajowe mistrzostwa.

## Zawodnicy
Zawodnikami klubu byli m.in.:

- Olha Babij[18]
- Marina Barajewa[19]
- Dina Bielenkaja[20]
- Anna Burtasowa[21]
- Karina Cyfka[22]
- Olga Giria[23]
- Walentina Gunina[24]
- Josefine Heinemann[19]
- Hoàng Thanh Trang[25]
- Miloš Jirovský[26]
- Oliwia Kiołbasa[27]
- Klaudia Kulon[22]
- Alina l'Ami[24]
- Aleksandra Malcewska[27]
- Jana Mielnikowa[28]
- Tatjana Miełamied[19]
- Lilit Mykyrtczian[25]
- Kateřina Němcová[29]
- Aleksandra Obolencewa[20]
- Julija Osmak[30]
- Filiz Osmanodja[20]
- Jewgienija Owod[28]
- Kübra Öztürk[24]
- Elisabeth Pähtz[31]
- Nazi Paikidze[23]
- Anastasija Rachmangułowa[27]
- Wiktorija Radewa[27]
- Michalina Rudzińska[27]
- Tania Sachdev[24]
- Anastasija Sawina[21]
- Jana Schneider[20]
- Maria Schöne[31]
- Marie Sebag[24]
- Irene Kharisma Sukandar[27]
- Polina Szuwałowa[32]
- Dinara Wagner[30]
- Betül Cemre Yıldız[24]
- Irina Zakurdiajewa[33]
- Zhao Xue[34]